# Айяла, Уго
Уго Айяла Кастро (исп. Hugo Ayala Castro; род. 31 марта 1987, Морелия, Мексика) — мексиканский футболист, центральный защитник. Играл в составе сборной Мексики. Участник чемпионата мира 2018 года.

## Клубная карьера
Айяла — выпускник футбольной академии «Атласа». В Апертуре 2005 года он был включен в заявку основной команды, но в течение турнира на поле так ни разу и не появился. 28 октября 2006 года в дерби против «Гвадалахары» Уго дебютировал в мексиканской Примере. В течение следующего года Айяла в основном выходил на замену в конце матча. С началом Клаусуры 2007 Уго стал игроком основного состава. 27 августа 2008 года в матче против столичной «Америки» Айяла заюил свой первый гол за Атлас. В июле 2009 года тренер «Атласа» Рикардо Лавольпе назначил 22-летнего защитника, капитаном команды вместо закончившего карьеру Бруно Мариони.
Летом 2010 года трансфер защитника выкупил за 2 млн долларов УАНЛ Тигрес. 25 июля в матче против «Керетаро» Уго дебютировал за новый клуб. С первого же сезона Уго стал основным игроком команды, проведя все матчи сезонов 2010/11 и 2011/12 без замен. В Апертуре 2011 в составе УАНЛ Тигрес Уго становится чемпионом страны.
7 мая 2012 года в поединке против «Монаркас Морелия» Айяла забил первый гол за новую команду. В составе УАНЛ он трижды стал чемпионом страны, а 2015 году помог клубу выйти в финал Кубка Либертадорес. В 2017 году Айяла в четвёртый раз стал чемпионом Мексики.

## Международная карьера
11 марта 2009 года Уго дебютировал за сборную Мексики в товарищеском матче против сборной Боливии.
Летом 2015 года Айяла попал в заявку на участие Кубке Америки в Чили. На турнире он сыграл в матчах против сборных Боливии, Чили и Эквадора.
В 2017 году Уго стал бронзовым призёром Золотого кубка КОНКАКАФ. На турнире он сыграл в матчах против Сальвадора, Гондураса и дважды Ямайки.
1 февраля 2018 года в поединке против сборной Боснии и Герцеговины Айяла забил свой первый гол за национальную команду. В том же году Уго принял участие в чемпионате мира проходившем в России. На турнире он сыграл в матчах против команд Германии и Бразилии.

### Голы за сборную Мексики
| #   | Дата           | Место                      | Противник            | Счёт | Результат | Соревнование      |
| --- | -------------- | -------------------------- | -------------------- | ---- | --------- | ----------------- |
| 01. | 1 февраля 2018 | Аламодом, Сан-Антонио, США | Босния и Герцеговина | 1:0  | 1:0       | Товарищеский матч |

## Достижения
УАНЛ Тигрес
- Чемпион Мексики (4): Апертура 2011, Апертура 2015, Апертура 2016, Апертура 2017
- Финалист Кубка Либертадорес: 2015

Сборная Мексики
- Бронзовый призёр Золотого кубка КОНКАКАФ: 2017